# خاطرات یک گیشا
خاطرات یک گِیشا رمانی تاریخی نوشته آرتور گلدن است که در سال ۱۹۹۷ برای نخستین بار به چاپ رسید. رمان در سبک اول شخص نگارش شده و داستان یک شخصیت تخیلی به نام شیو سایوری که قبل، حین و بعد از جنگ جهانی دوم در کیوتوی ژاپن کار می‌کرده است و در نهایت به نیویورک سیتی آمریکا مهاجرت می‌کند را روایت می‌کند. 

## خلاصه داستان
در آغاز این داستان، چیو سایوری به توصیف رویاگونه خانه و محل زندگی‌شان می‌پردازد. خانه‌ای که او بر آن نام شنگولی را گذاشته است. در خلال توضیحات او خواننده متوجه سختی‌ها و دشواری‌های ویژه زندگی سایوری می‌شود. در حالی که وی تنها به جنبه‌های رویایی و گیرای آن دوره از زندگیش توجه دارد و آنسان که پیداست از سختی‌های آن غافل است. قطب منفی داستان، بیش از همه در منش «هاتسومومو» بازتاب یافته‌است. دشمنی کینه توزانه او در برابر سایوری حسی از انزجار را در خواننده ایجاد می‌کند و از همین نقطه بار دراماتیک داستان شکل می‌گیرد.
همه وقایعی که سایوری در درازای رمان از سر می‌گذراند به خاطر علاقه‌ای است که از نوجوانی به کسی به نام «رییس» دارد. سایوری متوجه عشق و دلبستگی زیادش به رئیس می‌شود. ولی در ادامه، آنچه که از رئیس مشاهده می‌کند بی تفاوتی‌اش در برابر توجهات سایوری است. حال آن که در پایان داستان مشخص می‌شود که همگی کامیابی‌هایی که سایوری کسب کرده به پشتیبانی رئیس بوده‌است و این عشق و دلبستگی یک سویه نبوده بلکه دلبستگی سوی دیگر را هم دربرگیرنده می‌شده‌است.
ولی موضوعی که در این کتاب نگریستنی است، زندگی گیشاهای ژاپنی است. زندگی گیشاهای ژاپنی برای کسانی که همواره شایعات و اخبار پراکنده‌ای از زندگی آن‌ها دریافت کرده اند، کنجکاوی‌های فراوانی را برانگیخته است، چرا که آداب و رسوم حاکم بر زندگی شخصی و اجتماعی این کسان دچار گونه‌ای حالت نظامی‌وار است که به هیچگونه همانند شغلشان نیست. در ژاپن تا چند دهه قبل این عده را از هنرمندان به شمار می‌آوردند و پافشاری ویژه‌ای بر حضور آنان در مراسم گوناگون سنتی و ملی داشتند، ولی کم کم در دوره کنونی از منزلت این کسان به گونه چشمگیری کاسته شده و در رده اشخاص حاشیه‌ای و پایین اجتماع دسته بندی می‌شوند.

## فیلم
نوشتار اصلی را بخوانید: خاطرات یک گیشا (فیلم)
بر پایه این کتاب فیلمی با همین نام در سال ۲۰۰۶ ساخته شد. استیون اسپیلبرگ از تهیه کنندگان این فیلم بود.